# Магній-26
Магній-26 (позначення: 2612Mg) — стабільний ізотоп магнію. Це досить рідкісний ізотоп.

## Радізотопне датування
Цей ізотоп є продуктом розпаду ізотопу алюмінію-26, який має період напіврозпаду 717 тис. років. Таким чином, співвідношення ізотопів 26Mg/24Mg може змінюватися залежно від наявності алюмінію-26 у минулому. Це співвідношення можна порівняти зі співвідношенням 26Mg/27Al для визначення тривалості життя метеоритів.
Спін ядра цього ізотопу I=0, тому він не підходить для ядерного магнітного резонансу.

## Ізотопні співвідношення
Ізотопне співвідношення δ 26Mg використовується в геохімії для вивчення води в порах осадових відкладень у морях і океанах. Воно може варіюватися від -2,56 до +1,13‰ Дощова вода в Санта-Крус, Каліфорнія, має значення -0,79±0,05‰, що дорівнює значенню океанської води, але в Альпах виміряно значення від -1,59‰ до -1,29‰. У гірських породах відхилення може бути значно більше. У зразках, що містять велику кількість кальциту, знаходять значення від -5,57‰ до -1,04‰.
Стандарт, який використовується сьогодні, називається DSM3. Це розчин нітрату магнію у воді. Раніше використовувся стандарт є NIST SRM 80. У 2003 році його було скасовано, оскільки виявилося, що він не є повністю однорідним.

## Мічені атоми
Магній-26 використовується як мічений атом при дослідженні обміну магнію в організмі. Магній-26 є нерадіоактивною альтернативою магнію-28. Магній-26 може бути проаналізований за допомогою нейтронної активації.